# Ordine della Vittoria
L'Ordine della Vittoria (in russo Орден "Победa"?, Orden "Pobeda") era la più alta onorificenza militare dell'Unione Sovietica ed uno dei più rari ordini del mondo. Fu concesso solo a generali e marescialli che avessero condotto azioni vittoriose cui avessero preso parte una o più armate che avessero comportato "il successo di un'operazione su uno o più fronti risultante in un cambiamento radicale della situazione a favore dell'Armata Rossa". Nella sua storia, fu concesso venti volte a tredici personalità (più cinque leader stranieri), con un unico caso di revoca.

## Storia
L'Ordine venne proposto dal colonnello N. S. Neyolov, in servizio al comando della retroguardia dell'Armata Rossa durante il giugno 1943. Il nome originale proposto dal colonnello era "Ordine per la Fedeltà alla Madrepatria", ma in seguito, nell'ottobre dello stesso anno, assunse il nome definitivo. Fu ufficialmente creato l'8 novembre 1943. La prima volta che venne assegnato fu il 10 aprile 1944, ai marescialli Aleksandr Michajlovič Vasilevskij e Georgij Konstantinovič Žukov e a Iosif Stalin in quanto Comandante in Capo dell'Armata Rossa. L'Ordine venne anche conferito ai Comandanti in Capo delle Forze Alleate.
Tutti gli insigniti ottennero il riconoscimento durante la seconda guerra mondiale, tranne Leonid Il'ič Brežnev, che lo ebbe nel 1978. A quest'ultimo venne revocato postumo nel 1989 per mancanza di requisiti (si veda il paragrafo "curiosità").
Come altre onorificenze sovietiche, l'Ordine della Vittoria poteva essere concesso più volte alla stessa persona. In totale, l'Ordine venne concesso venti volte a sedici persone (incluso Brežnev).
A differenza degli altri ordini sovietici, questo non aveva inciso il numero di serie, menzionato solamente nel certificato allegato. Inoltre, dopo la morte di un possessore di questa onorificenza, la decorazione doveva tornare allo Stato. Le medaglie sono oggi conservate a Mosca, nel palazzo del Cremlino.

## Nastro
Per creare il nastro rappresentativo dell'Ordine della Vittoria furono combinati i nastri di diversi ordini militari sovietici preesistenti. La lunghezza del nastro è di 44 mm ed è utilizzato sulle uniformi da campo. In ordine (dall'esterno verso l'interno) sono presenti sul nastro i seguenti ordini:
- Ordine della Gloria (Орден Славы)
- Ordine di Bogdan Chmel'nyc'kyj (Орден Богдана Хмельницкого)
- Ordine di Alexandr Nevskij (Орден Александра Невского)
- Ordine di Kutuzov (Орден Кутузова)
- Ordine di Suvorov (Орден Суворова)
- Ordine di Lenin (Орден Ленина)

## Caratteristiche
- Distanza tra i vertici opposti della stella - 72 mm
- Peso totale - 78 g.
- Platino - 47 g.
- Oro - 2 g.
- Argento - 19 g.
- 5 rubini sintetici 25 carati
- 174 diamanti 16 carati (3.2 g)

## Insigniti
| #  | Data             | Nome                                  | Deceduto         | Note               |
| -- | ---------------- | ------------------------------------- | ---------------- | ------------------ |
| 1  | 10 aprile 1944   | Georgij Žukov                         | 18 giugno 1974   |                    |
| 2  | 10 aprile 1944   | Aleksandr Vasilevskij                 | 5 dicembre 1977  |                    |
| 3  | 10 aprile 1944   | Iosif Stalin                          | 5 marzo 1953     |                    |
| 4  | 30 marzo 1945    | Konstantin Rokossovskij               | 3 agosto 1968    |                    |
| 5  | 30 marzo 1945    | Ivan Konev                            | 21 maggio 1973   |                    |
| 6  | 19 aprile 1945   | Aleksandr Vasilevskij (seconda volta) | 5 dicembre 1977  |                    |
| 7  | 26 aprile 1945   | Rodion Malinovskij                    | 31 marzo 1967    |                    |
| 8  | 26 aprile 1945   | Fëdor Tolbuchin                       | 17 ottobre 1949  |                    |
| 9  | 31 maggio 1945   | Leonid Govorov                        | 19 marzo 1955    |                    |
| 10 | 31 maggio 1945   | Georgij Žukov (seconda volta)         | 18 giugno 1974   |                    |
| 11 | 4 giugno 1945    | Semën Timošenko                       | 31 marzo 1970    |                    |
| 12 | 4 giugno 1945    | Aleksej Antonov                       | 18 giugno 1962   |                    |
| 13 | 4 giugno 1945    | Dwight D. Eisenhower                  | 28 marzo 1969    |                    |
| 14 | 5 giugno 1945    | Bernard Montgomery                    | 24 marzo 1976    |                    |
| 15 | 26 giugno 1945   | Iosif Stalin (seconda volta)          | 5 marzo 1953     |                    |
| 16 | 6 luglio 1945    | Michele I di Romania                  | 5 dicembre 2017  |                    |
| 17 | 9 agosto 1945    | Michał Rola-Żymierski                 | 15 ottobre 1989  |                    |
| 18 | 8 settembre 1945 | Kirill Mereckov                       | 30 dicembre 1968 |                    |
| 19 | 9 settembre 1945 | Josip Broz Tito                       | 4 maggio 1980    |                    |
| 20 | 20 febbraio 1978 | Leonid Brežnev                        | 10 novembre 1982 | Revocato (postumo) |

## Curiosità
- Tutti gli Ordini consegnati ai capi militari sovietici, così come il distintivo dell'Ordine, consegnato al maresciallo Rola-Zymierski (polacco) sono custoditi nel Fondo Diamanti della Russia. L'Ordine consegnato ad Eisenhower si trova al Memorial Museum di Abilene, Kansas. L'Ordine del maresciallo Tito è esposto al Museo "25 Maggio" di Belgrado. L'Ordine del maresciallo Montgomery è in mostra all'Imperial War Museum di Londra. Solo un Ordine della Vittoria, che apparteneva un tempo al re Michele I di Romania, si trova in una collezione privata. Secondo alcuni è stato venduto all'asta da uno dei parenti di Nicolae Ceaușescu.
- Il valore stimato dell'Ordine nel 1945 era di 3.750 sterline, mentre nel 2010 era di circa 5.000.000 dollari.
- L'assegnazione dell'Ordine della Vittoria a Bréžnev fu, fin da subito, controversa: al termine della guerra il futuro leader sovietico era un giovane ufficiale che aveva raggiunto il grado di tenente generale, senza quindi responsabilità di comando paragonabili a quelle degli altri insigniti. Ricevette la decorazione solo dopo la sua ascesa a segretario generale del PCUS, una posizione che in pratica gli consentiva di autoassegnarsi la medaglia. In seguito all'ostilità generale sorta nei suoi confronti dopo la morte e alla convinzione che questa onorificenza fosse stata assegnata per vanità piuttosto che per veri meriti, l'Ordine della Vittoria di Bréžnev fu revocato postumo nel 1989.[1]